# Овчинников, Александр Исаакович
Алекса́ндр Исаа́кович Овчи́нников (6 октября 1930 — май 2000) — специальный фотокорреспондент ИТАР-ТАСС, заслуженный работник культуры РСФСР, почётный гражданин города Валдай (1995), почётный гражданин города Новгорода (1997).

## Биография
Родился 6 октября 1930 года в городе Одессе, Украинской ССР.
Завершил обучение в Ленинградском артиллерийском училище, но после несчастного случая покинул ряды вооружённых сил СССР и попрощался со службой в десантных войсках.
Работать фотокорреспондентом он начал в Каунасской районной газете, затем перешёл в Литовский корпункт ТАСС. Позже из Прибалтики был переведён на Кавказ, работал в Армении, после был направлен в Архангельск, затем трудился в Ульяновске.
Значимые работы Александра Исааковича были связаны с новгородчиной, где он работал специальным фотокорреспондентом ИТАР-ТАСС, также в зоне его деятельности были территории соседних Псковской и Тверской областей. С 11 января 1972 года он проживал и работал в городе Великом Новгороде. С этого времени весь мир мог любоваться фоторепортажами о земли Новгородского края. Его снимки тружеников Новгородской области публиковались на страницах не только местных, но и центральных газет. Областная газета «Новгородская правда» вела рубрику и постоянно публиковала его фотоочерки.
Руководство агентства ИТАР-ТАСС отмечало его творческий подход к работе, в том числе на мировую компьютерную ленту. 4-5 его фотоснимков из 10 получали и использовали в своей работе такие мировые агентства как АП (США), «Франс Пресс», «Рейтер» (Англия), «Киодо» (Япония). Это был один из самых высоких показателей среди собственных корреспондентов Советского Союза.
Помимо работы в Новгородской области, Овчинников проводил съёмки на нескольких съездах КПСС, а также работал во время государственных визитов лидеров стран: Фиделя Кастро, Войцеха Ярузельского. В СССР он снимал известных людей: Валентину Гаганову, Семена Гейченко, Валентину Николаеву-Терешкову, Михаила Плетнева, Михаила Дудина и многих других.
В 1995 году Овчинников был удостоен звания «Почётный гражданин города Валдая».
За многолетний плодотворный журналистский труд, большой личный вклад в освещение политической, социально-экономической и культурной жизни города был удостоен звания «Почётный гражданин Новгорода» в 1997 году.
Проживал в городе Новгород. Умер в мае 2000 года.

## Награды
- Заслуженный работник культуры РСФСР,
- лауреат премии Союза журналистов Москвы,
- дипломант Союза журналистов Российской Федерации,
- две медали и 16 дипломов самых престижных фотовыставок СССР,
- Почётный гражданин города Валдая (1995 год),
- почётный гражданин города Новгорода (1997).